# Ben Ten Tije
Ben Ten Tije (* 15. März 1947 in Den Haag) ist ein ehemaliger niederländischer Radrennfahrer und nationaler Meister im Radsport.

## Sportliche Laufbahn
Ten Tije war Bahnradsportler. 1975 gewann er die nationale Meisterschaft im Tandemrennen mit Lau Veldt als Partner. Auch im Sprint gewann er die Meisterschaft vor Rinus Langkruis.
Vize-Meister wurde er 1973 im Tandemrennen mit Chris Kipping, 1974 im Sprint hinter Veldt, 1975 und 1976 im 1000-Meter-Zeitfahren hinter Hermann Ponsteen.